# Kolet Janssen
Kolet Janssen (Hasselt, 18 april 1955) is een Belgisch jeugdauteur.

## Biografie
Janssen studeerde godsdienstwetenschappen en filosofie in Leuven en gaf tot 2006 les in het middelbaar onderwijs. Daarna legde ze zich voltijd toe op het schrijven en het geven van lezingen en workshops.
Janssen won op twaalfjarige leeftijd de nationale opstelwedstrijd van het Davidsfonds. Haar verhalen gaan vaak over gewone kinderen die bijzondere dingen meemaken. Ze spelen zich meestal hier en nu af, maar laten soms een glimp zien van een andere wereld.
Janssen schrijft ook non-fictie voor kinderen: over geloof, verliefdheid, familie, leven en dood. Ze werkt als freelance-journaliste voor de tijdschriften van Averbode (Zonnestraal, Zonneland, Samuel en Simon). 
Voor de website van de VRT (De Redactie) schrijft Janssen columns waarin ze haar gedachten verwoordt over wat er in de maatschappij leeft. Ze blogt ook op kerknet.be en op de site van de gezinspastoraal I wonder. In Tijdschrift voor Geestelijk Leven heeft ze een column.
Ze werkt samen met diverse illustratoren, waaronder Anne Westerduin, Klaas Verplancke, Benjamin Leroy, Philip Hopman, Sabien Clement, Thé Tjong-Khing en An Candaele.
Janssen is getrouwd en heeft zes kinderen.

## Prijzen
- 1987: Van Maerlant-debutantenwedstrijd. Eervolle vermelding voor Vuil! De avonturen van Kuka Agan.
- 1990: John Flandersprijs voor Het lege hoofd (Vlaams Filmpje)
- 1991: Kinder- en Jeugdjury, 2de prijs, voor Nacht over Maranta
- 1995: Kinder- en Jeugdjury Limburg, 2de prijs, voor Mijn broer is een orkaan
- 1998: Tweejaarlijkse Prijs voor het Religieuze Boek voor Ik geloof dat ik geloof
- 2010: Zoute Zoen Publieksprijs voor Regentijd